# تونی رندل
 تونی رندل (انگلیسی: Tony Randall؛ ۲۶ فوریهٔ ۱۹۲۰ – ۱۷ مهٔ ۲۰۰۴) هنرپیشه اهل ایالات متحده آمریکا بود. از فیلم‌هایی که وی در آن نقش داشته‌است می‌توان به حرف‌های خودمانی، سلطان کمدی، جنایت‌هایی به ترتیب الفبا، احمق در اطراف و غریزه کشنده اشاره کرد.